# Кондриков, Василий Иванович
Василий Иванович Кондриков (1900, Сухиничи — 25 августа 1937, Ленинград) — советский деятель, участник Гражданской войны на стороне красных. Сын железнодорожного рабочего, рано потерял мать. С 16 лет работал в Туле. В 1918 году вступил в ВКП(б). В Ленинграде (1926) стал самым молодым в истории директором Социального банка, и самым успешным. С 1925 по 1928 годы без отрыва от основной работы учился на экономическом факультете Ленинградского политехнического института. Киров сказал о нем «Дайте Кондрикову рубль, отправьте в Америку, он через год вернется миллионером». В 1930-е годы принял деятельное участие в освоении Хибин, куда был направлен в 1929 году по рекомендации С. М. Кирова на должность первого директора треста «Апатит». Организатор становления апатитовой промышленности, был руководителем строительства Кировска и Мончегорска. Его называли "Наместник Кольского полуострова". Кавалер Ордена Ленина (1933). В марте 1937 года арестован по доносу на станции Имандра (по другим данным, в Мончегорске), объявлен врагом народа, осуждён и в тот же день расстрелян в Ленинграде. Реабилитирован в 1955. Жена Василия Ивановича Инна Лазаревна Тартаковская провела 8 лет на Колыме, будучи арестованной в 1938 году как ЧСИР. В 1933-м году у Василия Кондрикова родился сын Дмитрий.

## Память
Именем Кондрикова названы улицы в Мончегорске и Кировске. В последнем в 2004—2015 году находился памятник (бюст) Кондрикова, после реставрации бюст Василия Ивановича был торжественно установлен 20 ноября 2019 года на улице Кондрикова в Кировске.